# Катышев, Николай
Николай Катышев (латыш. Nikolajs Katiševs, в русских документах Николай Петрович Катышев; 5 ноября 1900, Двинск — 16 апреля 1978, Дерби) — полковник-лейтенант латвийской армии, в годы Второй мировой войны — офицер Латышского добровольческого легиона СС.
Окончил химический факультет Латвийского университета как военный инженер. Командир артдивизиона 15-го артиллерийского полка ВСС. Покинул территорию Латвии до окончания Второй мировой войны.
Кавалер латвийского ордена Виестура.
За участие в боях в Курземском котле был удостоен Железного креста 1 и 2 степени.